# 黑熊泉 (亞利桑那州)
黑熊泉（英語：Black Bear Spring）是位於美國亞利桑那州科奇斯縣的一個非建制地區。該地的面積和人口皆未知。

## 地理
黑熊泉的座標為31°23′10″N 110°17′17″W / 31.38611°N 110.28806°W，而該地的平均海拔高度為2307米（即7569英尺）。